# حسين حسن
حسين حسن (5 أكتوبر 2003) هو لاعب كرة قدم عراقي، يلعب كحارس مرمى في دوري نجوم العراق مع نادي الزوراء.

## المسيرة الدولية

### الفريق الأول
في يونيو 2024، استدعي حسين إلى تشكيلة العراق المؤهلة لكأس العالم لمواجهة إندونيسيا وفيتنام. وكان بديلاً غير مشارك عندما فاز العراق بالمباراتين واحتل صدارة مجموعته.